# Kastriot, Albanien
Kastriot är en kommundel och tidigare kommun i Albanien.   Den ligger i Dibër prefektur i den norra delen av landet, 60 km nordost om huvudstaden Tirana.
Omgivningarna runt Kastriot är en mosaik av jordbruksmark och naturlig växtlighet.  Runt Kastriot är det ganska tätbefolkat, med 75 invånare per kvadratkilometer.